# Herzogenrath
Herzogenrath (nel dialetto ripuario Herzeroa; in Limburghese Hertseraoj; in olandese ’s-Hertogenrade) è una città di 46 290 abitanti della Renania Settentrionale-Vestfalia, in Germania.
Appartiene al distretto governativo di Colonia e alla regione urbana di Aquisgrana.
Città situata a ridosso della frontiera con i Paesi Bassi, forma di fatto un'unica conurbazione insieme alla municipalità olandese di Kerkrade appartenente alla provincia del Limburgo: la linea di confine tra le due entità è in gran parte tracciata dalla Nieuwstraat (parola olandese letteralmente traducibile come "strada nuova").
Herzogenrath si fregia del titolo di "Media città di circondario" (Mittlere kreisangehörige Stadt).

## Amministrazione

### Gemellaggi
Herzogenrath è gemellata con:
- Plérin, dal 1985
- Bistrița, dal 2005

La città intrattiene contatti amichevoli con:
- Cookstown, dal 2005